# Jeong Jae-geun
Jeong Jae-geun (정재근?; Geoje, 23 luglio 1969) è un ex cestista sudcoreano.

## Carriera
Con la Corea del Sud ha giocato le Olimpiadi del 1996 e i Mondiali del 1990 e del 1994.
Si è ritirato nel 2005 dopo aver giocato in Korean Basketball League con i Anyang SBS Stars, i Daejeon Hyundai Gullivers e i Jeonju KCC Egis.